# Château de Monts
Le château de Monts est une demeure du XVIIIe siècle du département du Calvados, inscrite au titre des Monuments historiques en 2010. C'est un édifice typique des constructions émanant de la petite ou moyenne noblesse de Normandie au XVIIIe siècle.

## Localisation
Le château de Monts est situé sur la commune du Monts-en-Bessin, dans le département du Calvados, au lieu-dit Château de Monts.

## Historique
L'édifice est une création ex nihilo datée de 1750-1764. Un personnage en vue, Pierre Michel-Gilles de Sallen, maire de Caen de 1770 à sa mort en 1780, commande cet édifice pour matérialiser son ascension sociale. L'édifice reste dans la parenté jusqu'en 1880 puis est acheté par une famille qui l'occupe encore de nos jours. 
Des travaux affectent les abords de l'édifice au XIXe siècle, avec un remplacement d'une avant-cour par une configuration plus simple en forme de jardin d'agrément.
La bataille de Normandie de 1944 fait subir des destructions au complexe.
L'édifice est inscrit au titre des monuments historiques le 19 mai 2010 en particulier les éléments suivants : les façades et les toitures du château, un escalier avec une rampe en fer forgé, deux salons pourvus d'un décor (boiseries et tableaux), les communs, le parc et le bassin.

## Description
Le château de Monts ressemble au château de Vendeuvre et aux principes de construction de l'architecte Jacques-François Blondel.
L'édifice, remarquable par « la sobriété et l'élégance de ses proportions et de ses façades », comporte sept travées et un avant-corps. Il est construit sur une légère élévation qui permet de le mettre en valeur.
Un bâtiment à usage d'écurie et de logement a parallèlement été construit, avec soin.
Cependant, tous les éléments prévus initialement n'ont pas été réalisés, en particulier des jardins à la française.